# Округ Колумбија (Пенсилванија)
Округ Колумбија (енгл. Columbia County) је округ у америчкој савезној држави Пенсилванија.

## Демографија
По попису из 2010. године број становника је 67.295, што је 3.144 (4,9%) становника више него 2000. године.
| Група             | 2000.          | 2010.          |
| Белци             | 62.269 (97,1%) | 63.500 (94,4%) |
| Афроамериканци    | 516 (0,8%)     | 1.246 (1,9%)   |
| Азијати           | 334 (0,5%)     | 563 (0,8%)     |
| Хиспаноамериканци | 609 (0,9%)     | 1.349 (2,0%)   |
| Укупно            | 64.151         | 67.295         |